# Hype Williams
Hype Williams (Queens, Nueva York, 1 de julio de 1970) es un director de cine, guionista y productor discográfico.

## Carrera

### Videos musicales
Williams ha recibido varios premios por su trabajo en videos musicales, entre ellos el Billboard Music Awards al «Mejor Director del Año» (1996), el Jackson Limo Award al «Mejor Video de Rap del Año» (1996) por «Woo Hah!! Got You All in Check» de Busta Rhymes, el NAACP Image Award (1997), el premio de la 8.ª edición de la Music Video Production Association por «Logro en la Música Negra» (1997), el MTV Video Music Award al «Mejor Video de Rap» (1998) por «Gettin' Jiggy wit It» de Will Smith, el MTV Video Music Award al «Mejor Video de Grupo» (1999) por «No Scrubs» de TLC, y el BET Award al «Mejor Director» (2006) por «Gold Digger» de Kanye West. En 2006, MTV honró a Williams con el Michael Jackson Video Vanguard Award, en reconocimiento a sus logros como cineasta.
En la edición de diciembre de 2007 de la revista Playboy, Williams realizó la sesión fotográfica de la portada protagonizada por Kim Kardashian.
En 2008, Williams dirigió el video de Kanye West para «Heartless». También dirigió el video musical de su sencillo «All of the Lights», que se estrenó el 19 de febrero de 2011.
Hasta 2014, Kanye West mantiene el récord de colaboraciones con Williams, habiendo trabajado juntos en 20 videos musicales, comenzando en 2005 con el video de «Diamonds from Sierra Leone». Busta Rhymes ocupa el segundo lugar, habiendo colaborado con Williams en 16 videos musicales, comenzando con su primer video en solitario «Everything Remains Raw» / «Woo Hah!! Got You All in Check».

### Películas y cortometrajes
En 1998, dirigió su primer y, hasta la fecha, único largometraje, Belly, protagonizado por los raperos Nas y DMX, y distribuido por Artisan Entertainment. En 1999, Williams firmó un contrato general de dos años con New Line Cinema para producir y dirigir largometrajes. Su primera película con New Line, Mothership, no se concretó. Ese mismo año, Williams estuvo en negociaciones con MTV para desarrollar una serie animada que se describió como una mirada detrás de cámaras al mundo de la música y las celebridades. El proyecto también quedó en desarrollo.
En 2000, Williams fue contratado para dirigir la película de Warner Bros., Speed Racer. Abandonó el proyecto al año siguiente, y la película fue lanzada en 2008 bajo la dirección de las Wachowski.
En 2003, Disney compró la película de terror zombi Thrilla, que Williams escribió. El proyecto no avanzó, aunque Gavin Polone estaba asociado como productor.
En 2010, Williams fue el guionista del cortometraje dirigido por Kanye West, Runaway.